# Sint-Blasiuskerk (Beckum)
De Sint-Blasiuskerk in de Overijsselse plaats Beckum werd in de jaren 1936/1938 gebouwd voor de rooms-katholieke Blasiusparochie van Beckum en omstreken.

## Beschrijving

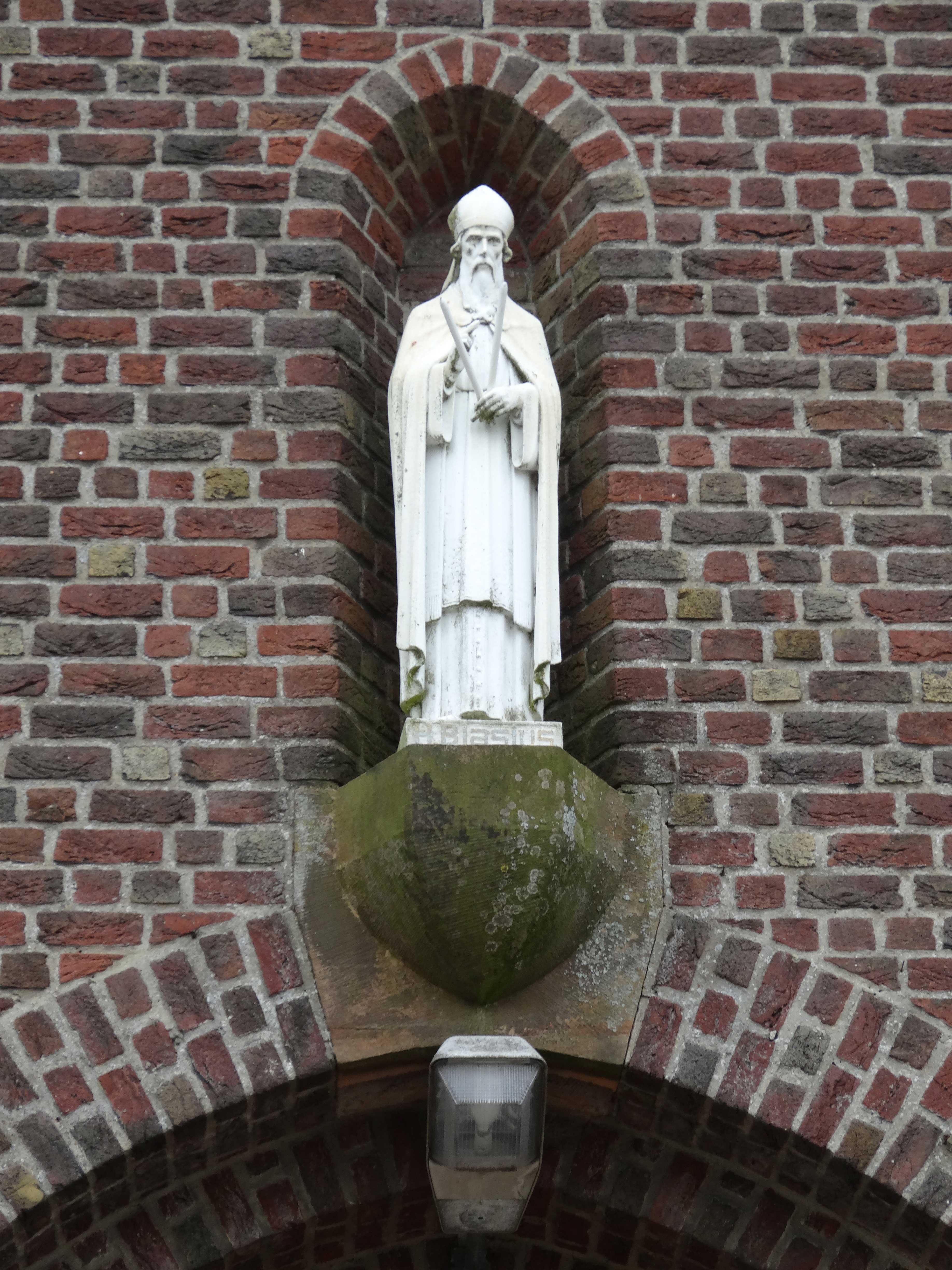
Sint Blasius boven de entree van de kerk

De Blasiusparochie in Beckum bestaat sinds 1854. De huidige kerk werd in de jaren 1936-1938 gebouwd naar een ontwerp van de architect Johannes Sluijmer, die eerder ook de Sint-Marcellinuskerk in het nabijgelegen Boekelo had ontworpen. De bouw begon in oktober 1936. Op 5 juni 1938 werd de kerk ingewijd. De driebeukige kerk verving een oudere kerk die op deze plaats stond. De aan de rechterzijde van de kerk gelegen pastorie werd enkele jaren later - in 1943 - in dezelfde traditionalistische stijl gebouwd.
Het orgel uit 1887 is overgeplaatst vanuit de oude kerk. Onderzoek in 2009 wees uit dat het niet door Maarschalkerweerd, maar door de orgelbouwers Gradussen te Winssen moet zijn vervaardigd.
De entree bevindt zich aan de westzijde in de toren. Boven de entree staat in een nis het beeld van de heilige Blasius van Sebaste. De bakstenen toren is spaarzaam gedecoreerd. Slechts een nis aan de voorzijde, smalle vensters aan de zuid- en noordzijde, vier galmgaten en vier uurwerken onderbreken het strakke gevelpatroon. De toren heeft een vierkantige spits. Het dwarsschip is zowel aan de zuid- als aan de noordzijde voorzien van een groot rond venster. Het koor aan de oostzijde heeft kleine vensters aan de onderzijde van de gevel en ronde vensters aan de bovenzijde. In de zijbeuken zijn lange spitsbogige vensters aangebracht. Op het geknikte zadeldak staat een vieringtorentje.
De bouw van de kerk werd gerealiseerd door pastoor Chrisjaan Osse. De straat tegenover de kerk is naar hem genoemd.